# District de Chiniot
Le district de Chiniot (en ourdou : ضِلع چِنيوٹ) est une subdivision administrative de la province du Pendjab au Pakistan. Elle est constituée autour de sa capitale Chiniot, elle-même située à moins de quarante kilomètres de Faisalabad, troisième plus grande ville du pays.
Auparavant comprise dans le district de Jhang, la subdivision a été créée en février 2009. Sa population compte environ 1,4 million d'habitants qui parlent essentiellement le pendjabi. La région est principalement rurale et la population vit surtout de l'agriculture.

## Histoire

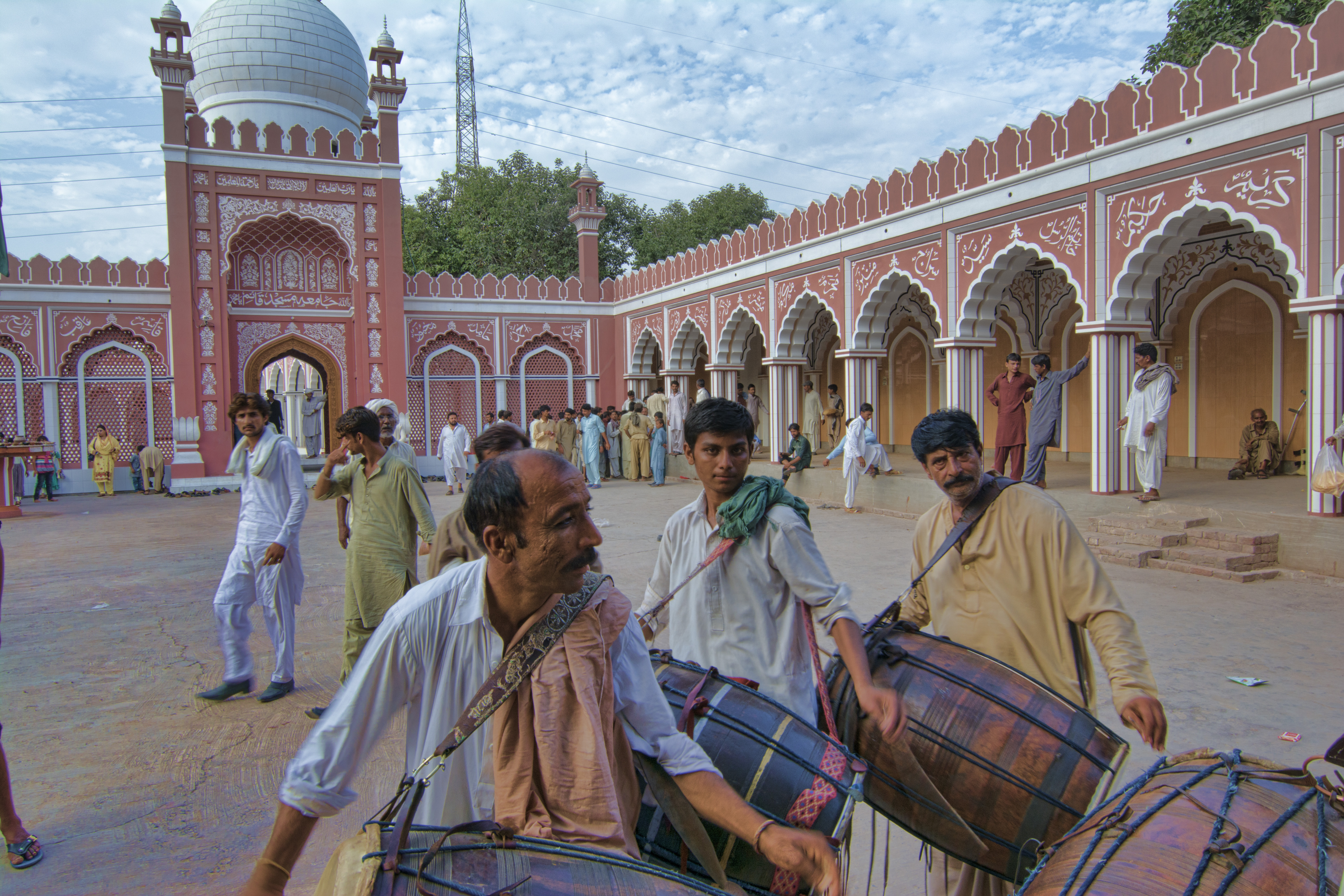
Le mausolée de Shah Burhan à Chiniot.

La région de Chiniot a été sous la domination de diverses puissances au cours de l'histoire, notamment le Sultanat de Delhi puis l'Empire moghol. Il est intégré au Raj britannique en 1858, puis la population majoritairement musulmane a soutenu la création du Pakistan en 1947.
Le 2 février 2009, le district de Chiniot est créé en élevant le tehsil du même nom, auparavant intégré au sein du district de Jhang. La décision est prise par le ministre en chef du Pendjab Shahbaz Sharif, qui promet à la population que cette mesure permettra des investissements dans les infrastructures locales.

## Démographie
Lors du recensement de 1998, la population du tehsil correspondant au futur district a été évaluée à 965 124 personnes, dont environ 28 % d'urbains.
Le recensement suivant mené en 2017 pointe une population de 1 369 740 habitants, soit une croissance annuelle de 1,86 % depuis 1998, inférieure aux moyennes provinciale et nationale de 2,13 % et 2,4 % respectivement. Le taux d'urbanisation augmente un peu, à 31 % tandis que l'alphabétisation s'établit à 50 %, dont 62 % pour les hommes et 38 % pour les femmes. 
Près de 95 % de la population du district sont des Pendjabis parlant le pendjabi, mais une petite minorité de 4 % parle ourdou.
Alors que 95,4 % de la population est musulmane selon le recensement de 2017, on y trouve la plus forte minorité ahmadie, soit 4,4 % ou près de 60 000 individus. On compte aussi quelque 2 000 chrétiens.

## Administration

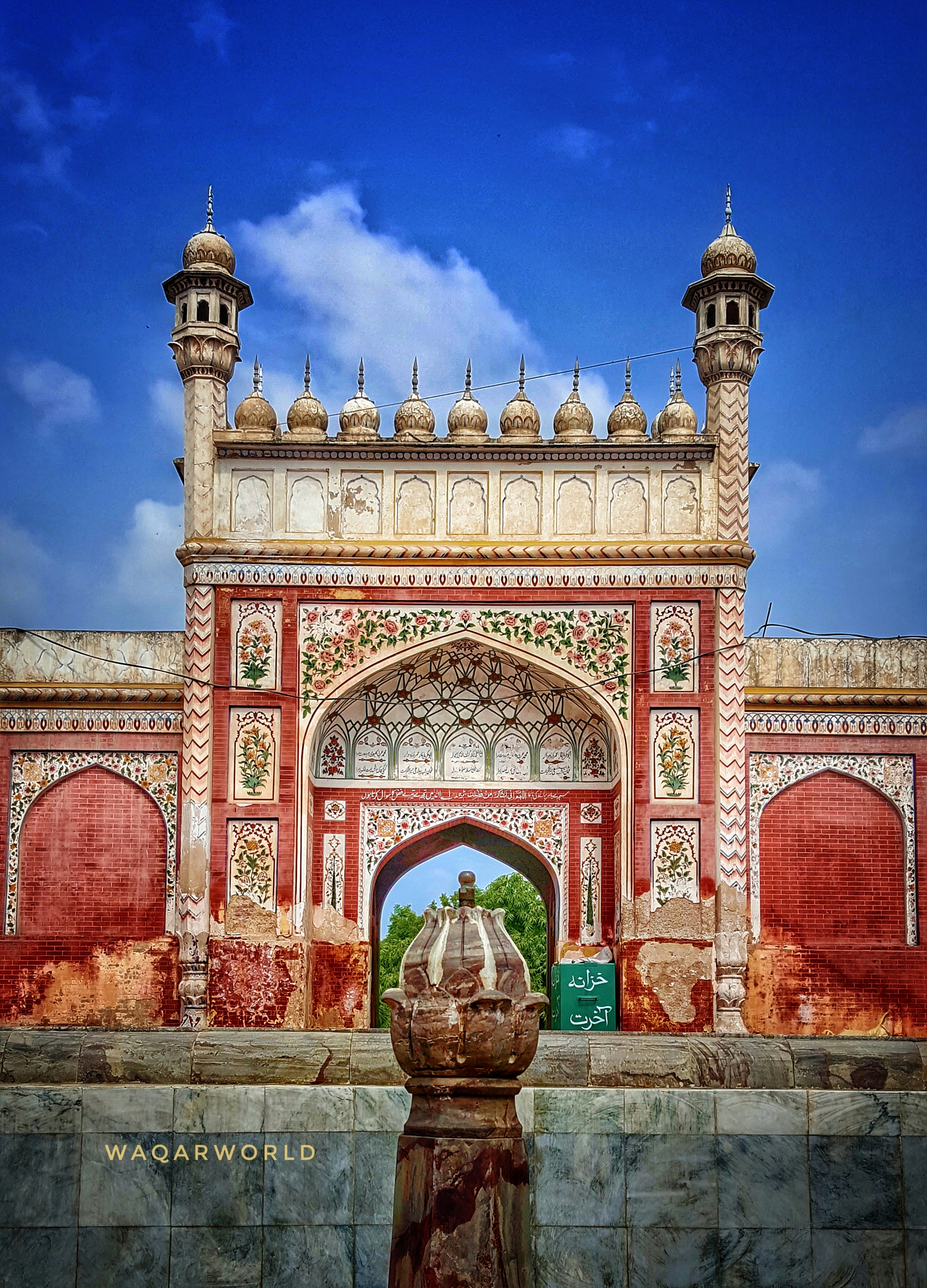
Mosquée Shahi de Chiniot.

Le district est divisé en trois tehsils ainsi que 39 Union Councils.
| Tehsil  | Population (rec. 2017) |
| ------- | ---------------------- |
| Bhawana | 374 270                |
| Chiniot | 556 147                |
| Lalian  | 439 323                |

Quatre villes du district dépassent les 20 000 habitants. La plus importante est de loin la capitale Chiniot. Elle rassemble près de 20 % de la population totale du district et 66 % de sa population urbaine.
| Ville   | Population (rec. 2017) |
| ------- | ---------------------- |
| Chiniot | 278 747                |
| Rabwah  | 64 252                 |
| Lalian  | 45 462                 |
| Bhawana | 34 077                 |

## Économie et éducation

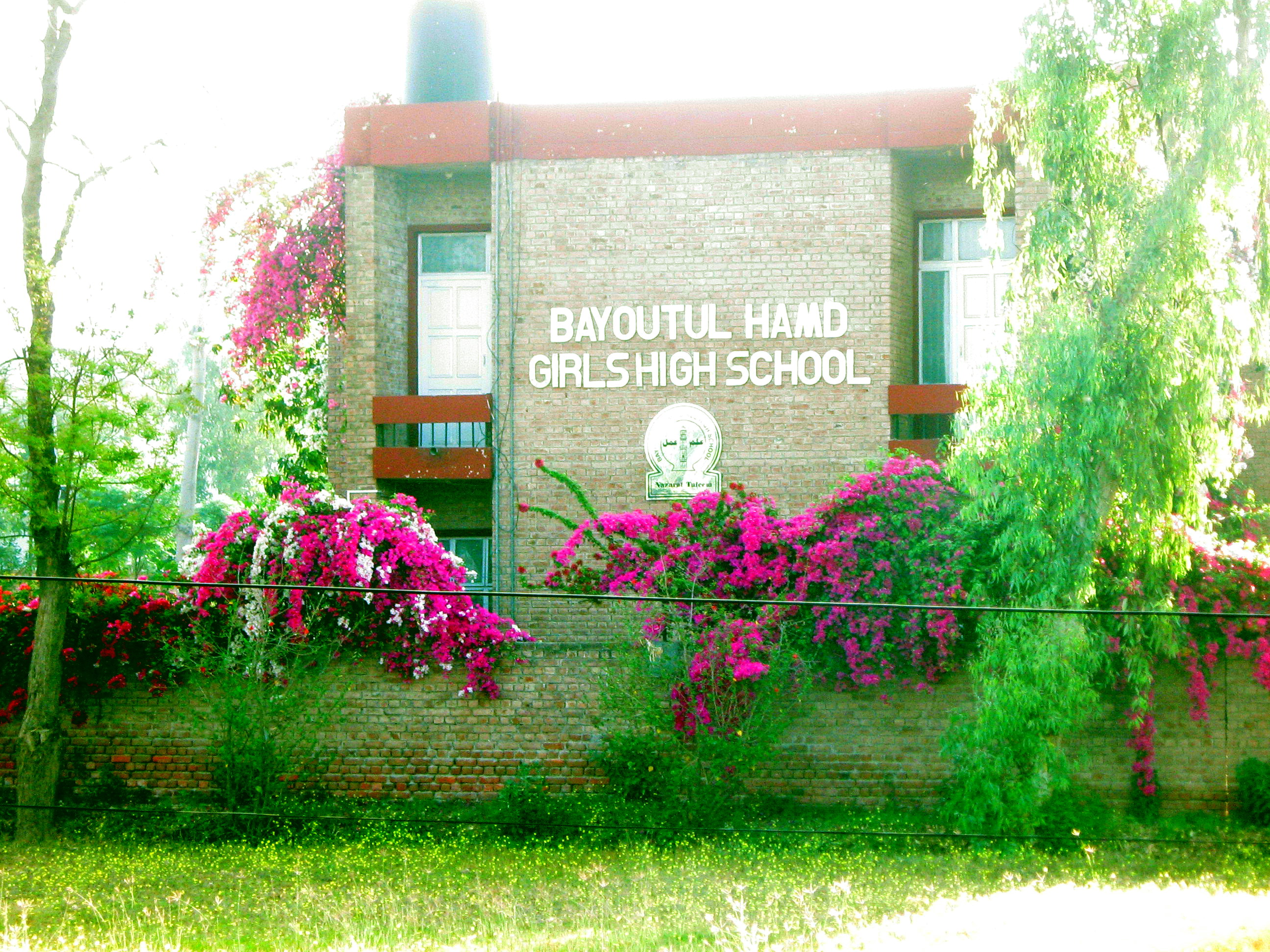
Lycée pour filles à Rabwah.

Le district de Chiniot est assez peu développé et surtout rural, même s'il profite de sa proximité avec Faisalabad, la troisième plus grande ville du pays. La population vit surtout de l’agriculture et l’élevage. Le district est desservi par le train sur la ligne de chemin de fer entre Chak Jhumra et Sarghoda ainsi que par un réseau de routes secondaires, et Chiniot est par ailleurs située à moins de trente kilomètres de l'autoroute M-3.
Selon un classement national sur la qualité de l'éducation, le district se trouve globalement dans la moyenne haute du pays, avec une note de 63 sur 100 et une égalité entre filles et garçons de 78 %. Il est classé 52e sur 141 districts au niveau des résultats scolaires et 25e sur 155 au niveau de la qualité des infrastructures des établissements du primaire.
Selon le recensement de 2017, 57 % des enfants de 5 à 9 ans ont déjà été scolarisés, dont 60 % des garçons et 55 % des filles. Près de 71 % des enfants âgées de 10 à 14 ans sont à l'école au moment de l'étude, dont 79 % des garçons et 62 % des filles. Pour les 15-19 ans, 38 % sont en études et 12 % pour les 20-24 ans, dont 29 % et 9 % pour les femmes. 

## Politique
À la suite de la réforme électorale de 2018, le district est représenté par les deux circonscriptions no 99 et 100 à l'Assemblée nationale ainsi que les quatre circonscriptions no 93 à 96 de l'Assemblée provinciale. Lors des élections législatives de 2018, les deux circonscriptions nationales sont remportées par un candidat de la Ligue musulmane du Pakistan (N) et un du Mouvement du Pakistan pour la justice.
| Parti                                       | Voix (national) | %       | Élus nationaux | Élus provinciaux |
| ------------------------------------------- | --------------- | ------- | -------------- | ---------------- |
| Mouvement du Pakistan pour la justice       | 155 949         | 37,05 % | 1              | 1                |
| Ligue musulmane du Pakistan (N)             | 96 990          | 23,04 % | 1              | 1                |
| Parti du peuple pakistanais                 | 62 827          | 14,96 % | 0              | 1                |
| Tehreek-e-Labbaik Pakistan                  | 10 697          | 2,54 %  | 0              | 0                |
| Autres partis                               | 8 458           | 2,01 %  | 0              | 0                |
| Indépendants                                | 80 325          | 19,08 % | 0              | 1                |
| Total exprimés (participation : 58,48 %)    | 420 952         | 100 %   | 2              | 4                |
| Source : Commission électorale du Pakistan, |                 |         |                |                  |